# Torta dell'anima

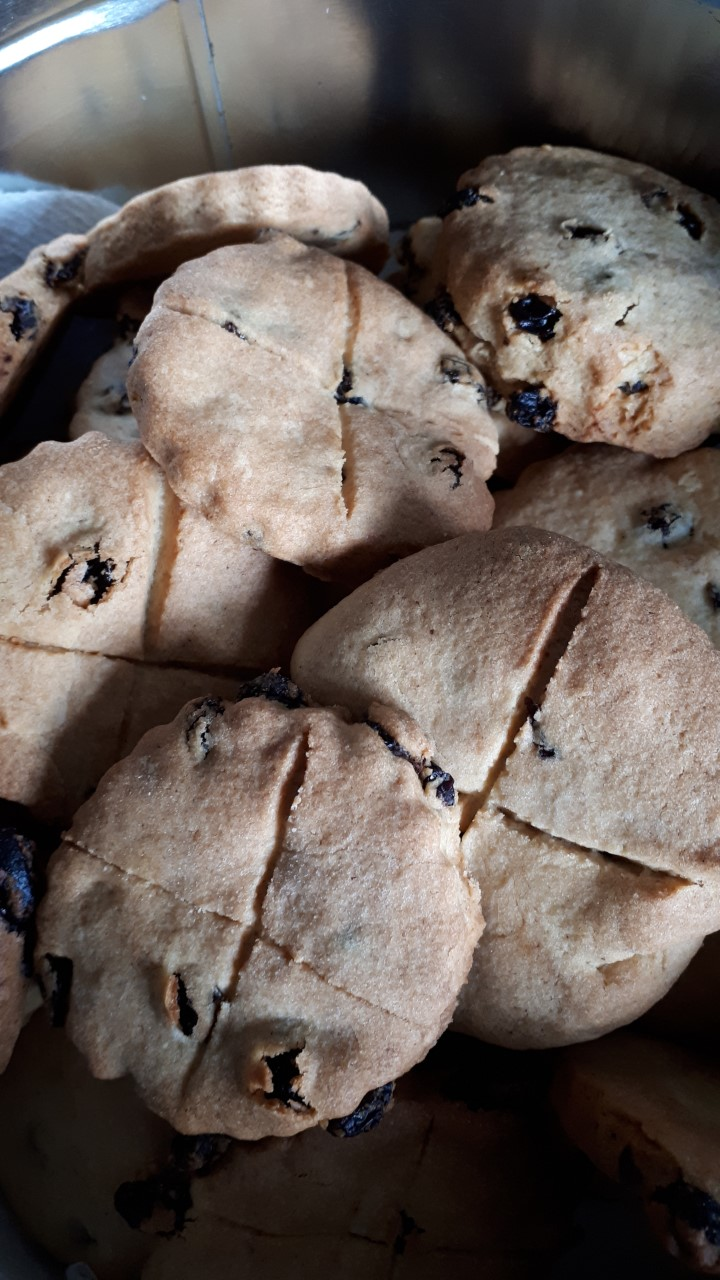
Torte dell'anima.

Una torta dell'anima, chiamata anche soul cake, è una piccola torta rotonda simile a un biscotto di pasta frolla, con spezie dolci, che viene tradizionalmente preparata per Halloween, Ognissanti e giorno dei morti per commemorare i defunti in molte tradizioni cristiane.
La pratica di dare e mangiare tali dolci continua oggi in alcuni paesi, come il Portogallo (dove è nota come Pão-por-Deus e ricorre il giorno di Ognissanti e il giorno dei defunti), così come le Filippine (dove è nota come Pangangaluwa e si verifica la vigilia di Ognissanti). In altri paesi, il souling è visto come l'origine della pratica nota come "dolcetto o scherzetto".

## Storia
La tradizione ha origine in Irlanda e Gran Bretagna durante il Medioevo, sebbene pratiche simili per le anime dei morti fossero trovate nell'estremo sud dell'Italia. Le torte, spesso chiamate anime, erano consegnate ai soulers (costituiti principalmente da bambini e poveri) che andavano di porta in porta il giorno di Ognissanti cantando e dicendo preghiere "per le anime dei donatori e i loro amici”.  Ogni torta mangiata rappresentava un'anima che veniva liberata dal Purgatorio.
Le torte dell'anima sono solitamente ripiene di pimento, noce moscata, cannella, zenzero o altre spezie dolci, uvetta o ribes, e prima della cottura vengono condite con il segno di una croce per indicare che si trattava di elemosina. Erano tradizionalmente preparate con bicchieri di vino, un'offerta per i morti come nella tradizione paleocristiana, e alla vigilia di Ognissanti (Halloween), Ognissanti o alla commemorazione dei defunti.

## Souling

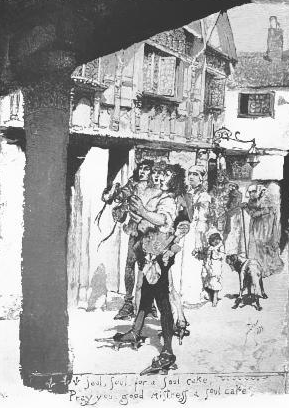
Il Souling era praticato in molte città inglesi ad Halloween e a Natale.

Il souling (elemosina di anime) è un'elemosina rituale fatta in occasione del giorno di Ognissanti, associata a pratiche legate ai pasti cerimoniali del culto dei morti. Questa pratica cristiana è praticata sia a Ognissanti che durante il periodo natalizio, con origini nell'era medievale.
William Shakespeare ha menzionato "tirare come un mendicante a Hallowmas" in I due gentiluomini di Verona (1593). Tuttavia, entro la fine del 19º secolo, l'estensione della pratica durante Allhallowtide era limitata a parti dell'Inghilterra e del Galles.
In Inghilterra, il souling è una festa inglese. Secondo David Gregory (2010), il Souling ha coinvolto un gruppo di persone che visitavano fattorie e cottage locali. I festaioli cantavano una "tradizionale richiesta di mele, birra e dolci dell'anima". Le canzoni erano tradizionalmente conosciute come le canzoni di Souler e furono cantate in tono lamentoso durante il 1800. A volte i souler adulti usavano uno strumento musicale, come una concertina. Nel 1899, una versione fu cantata da ragazzi di Harrogate, nello Yorkshire , che "correvano accanto alla carrozza, chiedendo l'elemosina".

### Tradizioni
Le usanze associate al Souling durante Allhallowtide includono ancora consumo e distribuzione di dolci dell'anima, il canto, il trasporto di lanterne, il travestimento, i falò, i giochi di divinazione, e l'esecuzione di spettacoli teatrali.

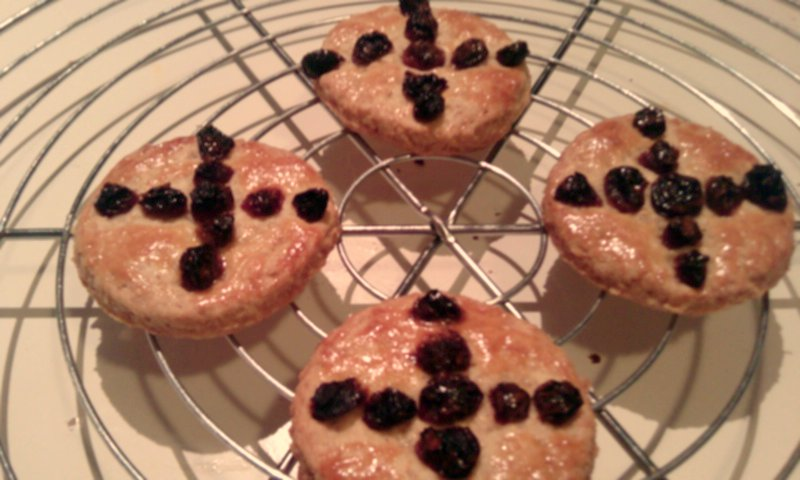
Torte dell'anima.

Le torte costituivano una parte fondamentale delle tradizioni Souling. Nello Staffordshire, le torte erano anche chiamate Soul-mass o torte "somas". Nello Yorkshire orientale, i "pani di somas" venivano tradizionalmente distribuiti. Le torte venivano spesso conservate per buona fortuna con una donna a Whitby che negli anni '60 dell'Ottocento aveva una pagnotta della massa dell'anima vecchia di cento anni. A volte, nel Lancashire e nell'Herefordshire venivano date torte d'avena. Nel Warwickshire, durante il 1840, era tradizione consumare torte di semi durante Halloween che coincideva con "la fine del tempo dei semi di grano".

### Osservazioni moderne
Nella seconda metà del XIX secolo, era più comune che i bambini uscissero Souling. Inoltre, i ricordi di elemosinare il pane "per il bene delle anime defunte" erano svaniti, "lasciando solo il nome torta dell'anima".